# Juan Comas Borrás
Juan Comas Borrás (Lloret de Mar, Gerona, 1913 - Tordera, Barcelona, 2 de mayo de 1992) fue uno de los más famosos pilotos de caza republicanos durante la guerra civil española, siendo uno de los pilotos españoles que más horas ha volado en los biplanos de caza soviéticos Polikarpov I-15 Chato, operando con ellos tanto en la campaña del norte como en el resto de los frentes. 

## Biografía
Nació en Lloret de Mar en 1913, Gerona y cuando contaba quince años, solicitó y obtuvo el ingreso en la Escuela de Aeronáutica Naval de Barcelona, de la cual salió, tres años más tarde, hacia la Escuela de Pilotos de Albacete, donde se tituló.  Destinado a Barcelona para seguir el curso de especialización en hidroaviones, Comas solicita la baja en 1932 por cuestiones de índole personal. 
Al estallar la guerra en julio de 1936 se reintegra en agosto a la base de hidros de Barcelona. Concedido su reingreso en la Aeronáutica Militar, efectuó en San Javier su especialización en aviones de caza, tras la cual fue destinado a volar en Chato. A finales de enero de 1937 es destinado a la escuadrilla de caza de Alonso Santamaría, en la que opera desde Lérida, Castejón y Sarrión. El 17 de abril Comas participa en un combate entre 15 Chatos y tres escuadrillas de Heinkel He 51; en la acción alcanza un biplano enemigo, al cual protege y escolta caballerosamente hasta que su piloto, Allende, aterriza, mal que bien, tras sus propias líneas. 
En mayo disfruta un permiso en Madrid y a continuación pasa en vuelo a Santander, a las órdenes del teniente Riverola. Conduce una nueva expedición al Norte y vuelve al Centro, pues es nombrado jefe de la "3.ª escuadrilla de Chatos" en Figueras y seguidamente, en septiembre, confirmado como teniente, el mismo día que Duarte, Zambudio y Rodríguez Panadero unos después que Redondo. Con su nueva unidad, Comas participa en los combates sobre el frente de Aragón. En octubre actúa desde el Aeródromo de Reus y en noviembre pasa a Barracas, desde donde opera durante la Batalla de Teruel. Durante esta abate un Fiat CR.32 "Chirri", al que fuerza a entrar en barrena plana y estrellarse. Su arrojo en combate y la pericia demostrada en el mando de la 3 a de Chatos le valen el ascenso a capitán el 11-3-38, junto a Duarte, Claudín, Leopoldo Morquillas Rubio y Manuel Zarauza Clavero. 
El 15 de mayo de 1938, en el aeropuerto de E1 Toro, de regreso de una misión sobre Levante, rompe el tren al aterrizar y resulta herido, debiendo ser hospitalizado en Torrente (Valencia), siendo sustituido al mando de la unidad por Miguel Zambudio. El 13 de septiembre asume en Valls la jefatura del grupo 26, en la que le precedieron Puparelli y Armario. Al frente del cual pasó a operar sobre Cataluña y durante toda la batalla del Ebro. Posteriormente pasa a Sabadell y Santa Margarita y Monjós. Concluida la batalla del Ebro, la unidad de Comas es atacada por los SM-79 de la aviación nacional cuando los Chatos se encontraban estacionados en el aeródromo de Monjós; en esta incursión (noviembre de 1938), Comas es alcanzado por unos fragmentos de metralla, trasladado al hospital de Villafranca del Panadés, allí tienen que amputarle la pierna izquierda. 
De nuevo le suplió en el mando su compañero Miguel Zambudio. Por su decidida actuación al mando del 26.º Grupo es promovido al empleo de comandante. Evacuado a Francia, permaneció hospitalizado durante medio año y luego fue internado en el campo de confinamiento de Gurs, donde acabó por ser detenido por los alemanes, quienes, aunque dispensándole el trato respetuoso que un oficial de su rango merecía, no dudaron en entregarlo a las autoridades españolas, después de lo cual estableció su residencia en Tordera (Barcelona), localidad de la cual se convertiría en alcalde en los años ochenta.